# 天紫珠李
天紫 珠李（あまし じゅり、1月10日 - ）は、宝塚歌劇団月組に所属する娘役。月組トップ娘役。
東京都世田谷区、玉川聖学院出身。身長166cm。愛称は「じゅり」。

## 来歴
2013年、宝塚音楽学校入学。
2015年、音楽学校卒業後、宝塚歌劇団に101期生として次席入団。月組公演「1789」で男役として初舞台。その後、月組に配属。
2017年12月25日付で娘役へと転向。
2019年、珠城りょう・美園さくらトップコンビ大劇場お披露目となる「夢現無双」で、新人公演初ヒロイン。続く「チェ・ゲバラ」（日本青年館・ドラマシティ公演）で、専科理事の轟悠の相手役を務め、東上公演初ヒロイン。
2021年の「幽霊刑事」でバウホール公演初ヒロイン。トップスター・珠城りょうの相手役を務める。
2022年の「ブエノスアイレスの風」（日本青年館・ドラマシティ公演）で、2度目の東上公演ヒロイン。
2023年の「月の燈影」で2度目のバウホール公演ヒロイン。続くショー「万華鏡百景色」で、トップ娘役・海乃美月の突然の休演により、急遽代役に抜擢を受け、彩みちるとヒロインパートを担当。
2024年7月8日付で月組トップ娘役に就任。入団10年目でのトップ就任となり、101期から初のトップ誕生ともなった。鳳月杏の相手役として、同年の全国ツアー公演「琥珀色の雨にぬれて／Grande TAKARAZUKA 110!」より、新トップコンビお披露目。

## 人物
宝塚初観劇は、轟悠主演の雪組公演「ノバ・ボサ・ノバ／再会」。幼いながら夢中で観たことを覚えている。
小学6年から本格的にクラシックバレエのレッスンを積み、高校生の時に柚希礼音の舞台姿に憧れて、音楽学校受験を決意した。
入団後3年で男役から娘役に転向するきっかけになったのは、ミュージック・パフォーマンス「MOON SKIP」。ある場面で娘役に扮して踊った際に、これまで経験したことがない解放感に包まれ楽しんでいる自分に気付き、転向を決意した。しかし男役として培ってきたものをゼロにしてリスタートするのは難しく、手の動きや声の出し方、台詞の喋り方など分からないことだらけで葛藤の日々が続いた。悩んでいた際に、同じ男役出身のトップ娘役・愛希れいかからアドバイスをもらい、男役をやっていたからこそ理想の娘役のあり方なども分かるのではないかと、考えを深められるようになった。

## 主な舞台

### 初舞台
- 2015年4 - 6月、月組『1789-バスティーユの恋人たち-』（宝塚大劇場）

### 月組男役時代
- 2015年6 - 7月、『1789-バスティーユの恋人たち-』（東京宝塚劇場）
- 2015年8 - 9月、『A-EN（エイエン）ARTHUR VERSION』（バウホール） - ジュリアン
- 2015年11 - 2016年2月、『舞音-MANON-』 - 水の精霊、新人公演：モーリス・デュラン（本役：輝生かなで）『GOLDEN JAZZ』
- 2016年6 - 9月、『NOBUNAGA〈信長〉-下天の夢-』 - 新人公演：佐々成政（本役：輝城みつる）『Forever LOVE!!』
- 2016年10月、『FALSTAFF』（バウホール）
- 2016年10 - 11月、『Bow Singing Workshop〜月〜』（バウホール）
- 2017年1 - 3月、『グランドホテル』 - 新人公演：ベルボーイ／バーテンダー（本役：佳城葵）『カルーセル輪舞曲（ロンド）』
- 2017年4 - 5月、『瑠璃色の刻（とき）』（ドラマシティ・TBS赤坂ACTシアター） - 侍従
- 2017年7 - 10月、『All for One』 - 新人公演：ジョルジュ（本役：風間柚乃）[5]

### 月組娘役時代
- 2018年2 - 5月、『カンパニー-努力（レッスン）、情熱（パッション）、そして仲間たち（カンパニー）-』 - 新人公演：有明紗良（本役：早乙女わかば）『BADDY（バッディ）-悪党（ヤツ）は月からやって来る-』 - プリン[5]
- 2018年7月、『愛聖女（サントダムール）-Sainte♡d’Amour-』（バウホール） - パメラ・シュヴァリー
- 2018年8 - 11月、『エリザベート-愛と死の輪舞（ロンド）-』 - マデレーネ（黒天使）、新人公演：ヘレネ（本役：叶羽時）[5]
- 2019年1月、『ON THE TOWN（オン・ザ・タウン）』（東京国際フォーラム） - ダイヤモンド・エディーズ・ガールS
- 2019年3 - 6月、『夢現無双』 - 小茶／白い烏、新人公演：お通（本役：美園さくら）『クルンテープ 天使の都』 新人公演初ヒロイン[5][6]
- 2019年7 - 8月、『チェ・ゲバラ』（日本青年館・ドラマシティ） - アレイダ・マルチ 東上初ヒロイン[7][8]
- 2019年10 - 12月、『I AM FROM AUSTRIA-故郷（ふるさと）は甘き調（しら）べ-』 - アメリア、新人公演：ヘルタ・ヴァルトフォーゲル（本役：夏月都）／製菓部女
- 2020年2月、『赤と黒』（御園座） - マチルド
- 2020年9 - 2021年1月、『WELCOME TO TAKARAZUKA-雪と月と花と-』『ピガール狂騒曲』 - ミスタンゲット（ミス）
- 2021年3月、『幽霊刑事（デカ）〜サヨナラする、その前に〜』（バウホール） - 森須磨子 バウ初ヒロイン[9][10]
- 2021年5 - 8月、『桜嵐記（おうらんき）』 - 中宮顕子／光明天皇、新人公演：ある老年の女（本役：夏月都）『Dream Chaser』
- 2021年10 - 11月、『川霧の橋』 - お組『Dream Chaser-新たな夢へ-』（博多座）
- 2022年1 - 3月、『今夜、ロマンス劇場で』 - 吉川天音／雨霧、新人公演：ディアナ（本役：晴音アキ）『FULL SWING!』
- 2022年5月、『ブエノスアイレスの風』（日本青年館・ドラマシティ） - イサベラ 東上ヒロイン[11][12]
- 2022年7 - 10月、『グレート・ギャツビー』 - マートル・ウィルソン
- 2022年11 - 12月、『ブラック・ジャック 危険な賭け』 - ジョアン『FULL SWING!』（全国ツアー）
- 2023年2 - 4月、『応天の門』 - 藤原高子『Deep Sea-海神たちのカルナバル-』
- 2023年6月、『月の燈影（ほかげ）』（バウホール） - 喜の字 バウヒロイン[13][14]
- 2023年8 - 11月、『フリューゲル-君がくれた翼-』 - サーシャ『万華鏡百景色（ばんかきょうひゃくげしき）』[注釈 1][15]
- 2024年1月、『G.O.A.T』（梅田芸術劇場）
- 2024年3 - 7月、『Eternal Voice 消え残る想い』 - エイデン『Grande TAKARAZUKA 110!』

### 月組トップ娘役時代
- 2024年8 - 9月、『琥珀色の雨にぬれて』 - シャロン・カザティ『Grande TAKARAZUKA 110!』（全国ツアー） トップお披露目公演[2][3]
- 2024年11 - 2025年3月、『ゴールデン・リバティ』 - アナレア『PHOENIX RISING』 大劇場トップお披露目公演[16][17]
- 2025年4 - 5月、『花の業平』 - 藤原高子『PHOENIX RISING』（全国ツアー）[18][19]
- 2025年7 - 11月、『GUYS AND DOLLS』 - サラ・ブラウン[20]
- 2026年1 - 2月、『侍タイムスリッパー』（東京国際フォーラム・東京建物Brillia HALL 箕面）[21]
- 2026年4 - 7月、『RYOFU／水晶宮殿（クリスタルパレス）』[22]

## 出演イベント
- 2017年11 - 12月、宇月颯ミュージック・パフォーマンス『MOON SKIP』[23][5]
- 2018年12月、タカラヅカスペシャル2018『Say! Hey! Show Up!!』
- 2019年1月、『演劇人祭』[注釈 2][24]

## 受賞歴
- 2021年、『阪急すみれ会パンジー賞』 - 新人賞[25]